# Сопло Лаваля

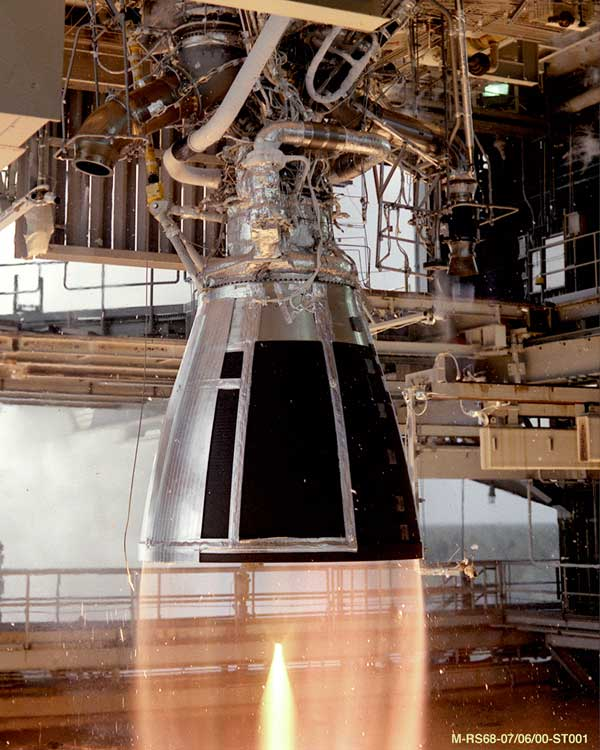
Витікання надзвукового струменя із сопла ракетного двигуна RS-68 на вогневих випробуваннях NASA

Сопло́ Лава́ля — різновид сопла, що служить для прискорення газового потоку, що проходить по ньому до швидкостей, що перевищують швидкість звуку. Широко використовується на деяких типах парових турбін і є важливою частиною сучасних ракетних двигунів і надзвукових реактивних авіаційних двигунів.
Сопло — це канал, звужений усередині. У простому випадку таке сопло може складатися з пари зрізаних конусів, сполучених вузькими кінцями. Ефективні сопла сучасних ракетних двигунів профілюються на підставі спеціальних газодинамічних розрахунків.
Уперше таке сопло було запропоноване в 1890 р. шведським винахідником Густафом де Лавалем для парових турбін.

## Застосування в ракетному двигуні
У ракетному двигуні сопло Лаваля вперше було використане американським винахідником Робертом Ґоддардом. Працюючи в Університеті Кларка в 1915 р. Ґоддард помітив, що в порохових ракетах ефективність конвертування енергії в рух складає всього 2%. Маючи досвід використання сопла Лаваля в парових турбинах, він застосував цей компонент для порохової ракети, що збільшило ефективність до 63%.

## Принцип роботи
Феномен прискорення газу до надзвукових швидкостей в соплі Лаваля було виявлено у кінці XIX ст. експериментальним шляхом. Пізніше це явище знайшло теоретичне обґрунтування в рамках газової динаміки.
При поданому нижче аналізі газової течії у соплі Лаваля приймаються наступні припущення:
- Газ вважається ідеальним.
- Газовий потік є ізоентропійним (тобто має сталу ентропію, сили тертя і дисипативні втрати не враховуються) і адіабатним (тобто теплота до потоку не підводиться та не відводиться від нього).
- Газова течія є стаціонарною та одновимірною, тобто у довільній фіксованій точці сопла усі параметри потоку є сталими у часі і змінюються лише вздовж осі сопла, при чому у всіх точках обраного поперечного перерізу параметри потоку є однаковими, а вектор швидкості газу є всюди паралельний до осі симетрії сопла.
- Масова витрата газу є однаковою у всіх поперечних перерізах потоку.
- Вплив усіх зовнішніх сил і силових полів (у тому числі гравітаційного) є знехтувально малим.
- Вісь симетрії сопла є просторовою координатою {\displaystyle \,x}.

Ілюстрація роботи сопла Лаваля. По мірі руху газу уздовж сопла, його абсолютна температура Т і тиск p зменшуються, а швидкість V зростає. М — число Маха

Відношення локальної швидкості газу{\displaystyle \,v} до локальної швидкості звуку {\displaystyle \,C} позначається числом Маха, яке є залежним від координати {\displaystyle \,x}:
{\displaystyle M={\frac {v}{C}}}    (1)
З рівняння стану ідеального газу випливає: {\displaystyle {\frac {dp}{d\rho }}=C^{2}}, де {\displaystyle \,\rho } — локальна густина газу, {\displaystyle \,p} — локальний тиск.
З врахуванням цього та зроблених вище допущень рівняння Ейлера набуває вигляду:
{\displaystyle v{\frac {dv}{dx}}=-{\frac {1}{\rho }}\cdot {\frac {dp}{dx}}=-{\frac {1}{\rho }}\cdot {\frac {dp}{d\rho }}\cdot {\frac {d\rho }{dx}}=-{\frac {C^{2}}{\rho }}\cdot {\frac {d\rho }{dx}}},
що, з врахуванням (1), перетворюється на {\displaystyle {\frac {1}{\rho }}\cdot {\frac {d\rho }{dx}}=-M^{2}\cdot {\frac {1}{v}}\cdot {\frac {dv}{dx}}}.     (2)
Рівняння (2) є ключовим у даному викладі. Розглянемо його у наступній формі:
{\displaystyle {\frac {1}{\rho }}{\frac {d\rho }{dx}}/{\frac {1}{v}}{\frac {dv}{dx}}=-M^{2}}     (2.1)
Величини {\displaystyle {\frac {1}{\rho }}{\frac {d\rho }{dx}}} та {\displaystyle {\frac {1}{v}}{\frac {dv}{dx}}} характеризують відносний ступінь змінності по координаті {\displaystyle \,x} густини газу і його швидкості відповідно. При чому рівняння (2.1) показує, що співвідношення між цими величинами дорівнює квадрату числа Маха (знак «мінус» вказує на протилежну спрямованість змін: при зростанні швидкості густина зменшується). Таким чином, на дозвукових швидкостях {\displaystyle \,(M<1)} густина змінюється меншою мірою, ніж швидкість, а на надзвукових {\displaystyle \,(M>1)} — навпаки. Як буде видно далі, це і визначає збіжно-розбіжну форму сопла.
Оскільки масова витрата газу є сталою:
{\displaystyle \rho \cdot v\cdot A={\mathsf {const}}},
де {\displaystyle \,A} — площа місцевого перерізу сопла,
{\displaystyle \ln \rho +\ln v+\ln A=\ln({\mathsf {const}})}.
Після диференціювання обох частин цього рівняння по {\displaystyle \,x}, отримуємо:
{\displaystyle {\frac {1}{\rho }}\cdot {\frac {d\rho }{dx}}+{\frac {1}{v}}\cdot {\frac {dv}{dx}}+{\frac {1}{A}}\cdot {\frac {dA}{dx}}=0}.
Після підставки з (2) у це рівняння, отримуємо остаточно:
{\displaystyle {\frac {dA}{dx}}={\frac {A}{v}}\cdot {\frac {dv}{dx}}\cdot ({M^{2}-1})}     (3)
Слід відзначити, що при зростанні швидкості газу у соплі знак виразу
{\displaystyle {\frac {A}{v}}\cdot {\frac {dv}{dx}}} є додатнім і, отже, знак похідної {\displaystyle {\frac {dA}{dx}}} визначається знаком виразу: {\displaystyle \,({M^{2}-1})}
З цього можна зробити наступні висновки:
- При дозвуковій швидкості руху газу {\displaystyle \,(M<1)}, похідна {\displaystyle {\frac {dA}{dx}}<0}  — сопло звужується.
- При надзвуковій швидкості руху газу {\displaystyle \,(M>1)}, похідна {\displaystyle {\frac {dA}{dx}}>0}  — сопло розширюється.
- При русі газу зі швидкістю звуку {\displaystyle \,(M=1)}, похідна {\displaystyle {\frac {dA}{dx}}=0} — площа поперечного перерізу досягає екстремуму, тобто сопло має найвужчий переріз, що називають критичним.

Отже, на збіжній, докритичній ділянці сопла рух газу відбувається з дозвуковими швидкостями. У найвужчому критичному перерізі сопла локальна швидкість газу досягає звукової. На розбіжній, закритичній ділянці, газовий потік рухається із надзвуковими швидкостями.
При русі по соплу, газ розширюється, його температура і тиск зменшуються, а швидкість зростає. Внутрішня енергія газу перетворюється на кінетичну енергію його спрямованого руху. ККД цього перетворення у окремих випадках (наприклад, в соплах сучасних ракетних двигунів) може перевищувати 70%, що значно перевищує ККД реальних теплових двигунів інших типів. Це пояснюється тим, що робоче тіло віддає механічну енергію без посередника (поршня чи лопатей турбіни), що спричиняє зазвичай додаткові втрати. Крім того, газ, проходячи через сопло на значній швидкості, не встигає віддавати теплову енергію стінкам, що дозволяє вважати процес адіабатичним. У реальних теплових двигунів інших типів нагрівання конструкції складає суттєву частину втрат. Автомобільний двигун внутрішнього згорання, наприклад, віддає більше енергії у радіатор, ніж на вихідний вал.